# Малокалиберный фугасный снаряд

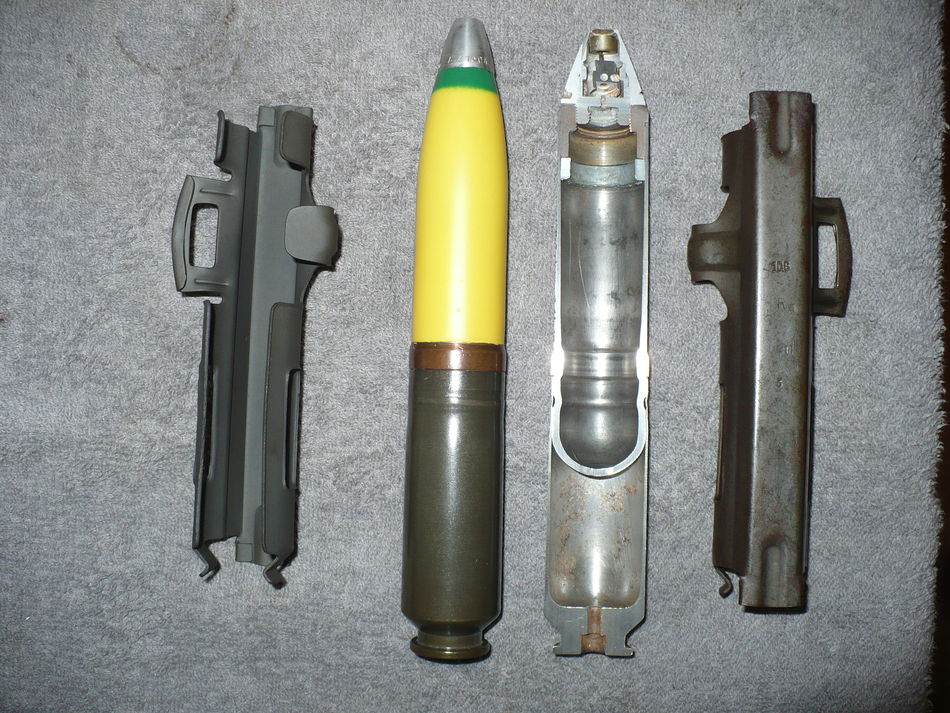
Германский 30-мм патрон и звенья к пушке MK 108. Показан разрез патрона с тонкостенным фугасным снарядом. Масса снаряжения (HA 41) 85 грамм была достаточна для выведения из строя одноместного цельнометаллического истребителя при единичном попадании.

Малокалиберный фугасный снаряд — вид снаряжённого взрывчатым веществом боеприпаса, поражающее действие которого достигается, главным образом за счёт образующейся при взрыве ударной волны.
В этом состоит его принципиальное отличие от осколочных боеприпасов, поражающее действие которых по цели связано преимущественно с осколочным полем, образующимся в результате дробления корпуса снаряда при подрыве разрывного заряда. Впервые 20-мм фугасный снаряд (нем. Minengeschoss) был разработан в Германии накануне Второй мировой войны для авиационной пушки MG FFM. В 1937 году, по заданию Технического отдела Министерства авиации, RLM фирма Deutsche Waffen- und Munitionswerke (DWM) Lübeck-Schlutup приступила к разработке 20-мм фугасного снаряда, предназначенного для поражения конструкции планера, несущих поверхностей и оперения самолёта. Такой боеприпас — патрон с обозначением 2-cm M.-Gesch./FFM был создан и впервые применён германскими ВВС в сентябре 1940 года в ходе воздушных боёв, известных под названием «Битва за Британию». Широко применялся в боекомплекте авиапушки MG 151/20, в ходе войны был принят на снабжение и вошёл в состав боекомплектов всех авиапушек ВВС Германии.

## История создания

### Принцип действия
Эффект тонкостенного фугасного снаряда основан на действии импульса давления во фронте ударной волны, образующейся при подрыве разрывного заряда. Для повышения действия ударной волны толщина стенки корпуса снаряда была уменьшена до минимума, обеспечивающего его конструктивную прочность при метании и ведении по каналу ствола. При этом массовая доля разрывного заряда (степень наполнение снаряда) заметно увеличена.
Принципиально новым моментом явилось использование взрывателя замедленного действия, обеспечивающего задержку подрыва. В результате подрыв снаряда происходил не при контакте с обшивкой самолёта, следствием чего являлось бы расходование давления продуктов взрыва вне цели (самолёта). Напротив, использование взрывателя с замедлением позволило достигнуть такого положения, при котором большая часть корпуса снаряда в момент подрыва была заглублена внутрь конструкции самолёта.
В основу разработки фугасного снаряда были положены несколько принципиальных положений, полученных при  исследовании процессов детонации и экспериментальных замеров давления во фронте ударной волны. Исследования были выполнены физиком-баллистиком Губертом Шардиным в Технической академии ВВС. Было установлено значительное, в несколько раз, повышение максимального давления во фронте ударной волны при отражении от жёсткой стенки по сравнению с достигаемым в открытой среде. Второе, для достижения максимального эффективности предлагалось доставлять заряд как можно ближе к жёсткой стенке (элементам конструкции самолёта), для чего требовалось обеспечить проникание снаряда за обшивку. Разработка 20-мм патрона с фугасным снарядом была выполнена в 1937-1939 годах фирмой DWM (Любек).

### Реализованные технические решения
В новом боеприпасе удалось объединить ряд технических и технологических новшеств того времени:
- новый принцип поражения элементов конструкции самолета (а не отдельных агрегатов) импульсом давления во фронте ударной волны, а не осколками корпуса снаряда, рассчитанными на поражение уязвимых агрегатов. Усиление действия ударной волны достигалось при множественном отражении от стенок замкнутых отсеков при подрыве снаряда внутри конструкции, т.е. при использовании нового типа взрывателя с задержкой подрыва (а не повсеместно использовавшихся в малокалиберной артиллерии взрывателей мгновенного действия);
- полученный глубокой вытяжкой тонкостенный корпус снаряда[4] из легированной хромистой стали, упрочнённый токами высокой частоты (ТВЧ), что позволило увеличить массовую долю разрывного заряда (наполнение) до 20 процентов по сравнению с 4-6 процентами у снарядов осколочного типа;
- мощное взрывчатое вещество на основе металлизованного тэна под маркой Pentrit A (тэн-алюминиевая крошка), которое в 1942 году было заменено составом HA 41 на основе гексогена (гексоген-алюминиевая пудра), последний характеризовался увеличенным на 40 процентов[5] фугасным и зажигательным действием;
- взрыватель с детонатором замедленного действия на газодинамическом принципе (Sprengkapsel Duplex), индекс VC (от нем. Verzögerung с задержкой)[2]. Задержка обеспечивалась использованием схемы двух капсюлей-воспламенителей. При наколе верхнего капсюля луч огня попадал на нижний лучевой капсюль по кольцевому каналу, проходящему по окружности элемента-замедлителя. Воспламенение нижнего капсюля инициировало капсюль детонатор и подрыв разрывного заряда. Обеспечивал возможность разрыва фугасного снаряда во внутренних отсеках конструкции самолёта[6]. По имеющимся данным задержка срабатывания детонатора составляла 120 мкс[7]. Эта сложная для своего времени задача была решена в расчёте на тонкие обшивки самолётов истребителей 1940-х годов (дюралевые толщиной 0,8-1,2 мм и фанерные толщиной 3-5 мм) и реально обеспечивала возможность разрыва фугасного снаряда внутри конструкции самолёта, не рассчитанной  на приложение избыточного давления/

## Эффективность поражающего действия
Появление на советско-германском фронте 20-мм фугасного снаряда к авиапушкам MG FFM и MG 151/20 резко изменило ситуацию и впервые поставило вопрос о живучести конструкции самолёта. Самолёты-истребители деревянной и смешанной конструкции при поражении 20-мм фугасным снарядом не обладали достаточной конструктивной живучестью: при поражении данным боеприпасом происходила потеря несущей способности и полное разрушение поражённых элементов. Как результат, необходимое для вывода из строя число попаданий по одноместному истребителю не превышало одного — двух. Иными словами, при попадании фугасного снаряда в киль или плоскость, самолёт лишался этих элементов. Как следствие, поражённый фугасным снарядом самолёт немедленно лишался возможности управляемого полёта.
По самолётам цельнометаллической конструкции столь же эффективно работал 30-мм фугасный снаряд пушки MK 108. Один фугасный снаряд пушки MK 108 выводил из строя одноместные поршневые истребители и реактивные истребители при попадании в любую часть конструкции самолёта. Подрыв 30-мм снаряда в крыле «Летающей крепости» образовывал пробоину размером 100×175 см, и срывал металлическую обшивку по длине 2 м задней части фюзеляжа самолёта «Мустанг». По данным германского испытательного центра Rechlin (E-Stelle Rechlin), при атаке тяжёлых бомбардировщиков B-17 или B-24 необходимое число попаданий 30-мм фугасного снаряда пушки MK 108 составляло пять (или критичная по живучести конструкции масса детонирующего ВВ - 425 г).
| Характеристики               | 2-cm M.-Gesch | 3-cm M.-Gesch* | 3-cm M.-Gesch/ MK-103 | 5-cm M.Gr./ MK-214A |
| ---------------------------- | ------------- | -------------- | --------------------- | ------------------- |
| Оружие                       | MG 151/20     | MK 108         | MK 103                | MK-214A             |
| Калибр                       | 20 мм         | 30 мм          | 30 мм                 | 50 мм               |
| Патрон                       | 20×82 мм      | 30×90 мм       | 30×184 мм             | 50×419 мм           |
| Масса патрона, г             | 183           | 475            | 980                   | 3800                |
| Масса снаряда, г             | 92            | 330 +/- 8 г    | 330                   | 1100                |
| Масса метательного заряда, г | 20,0          | 30,0           | 110+4                 | 920                 |
| Масса ВВ, г                  | 18,7          | 85             | 90-100                | 350                 |
| Наполнение, %                | 20            | 25,8           | 27                    | 32                  |
| Начальная скорость, м/с      | 805           | 525            | 920                   | 930                 |
| Темп стрельбы, выстр/мин     | 650           | 650            | 440                   | 150                 |
| Материал гильзы              | сталь         | сталь          | латунь, сталь         | латунь              |

Примечания: 
*  на вооружении с июня 1944 года

## Послевоенное развитие

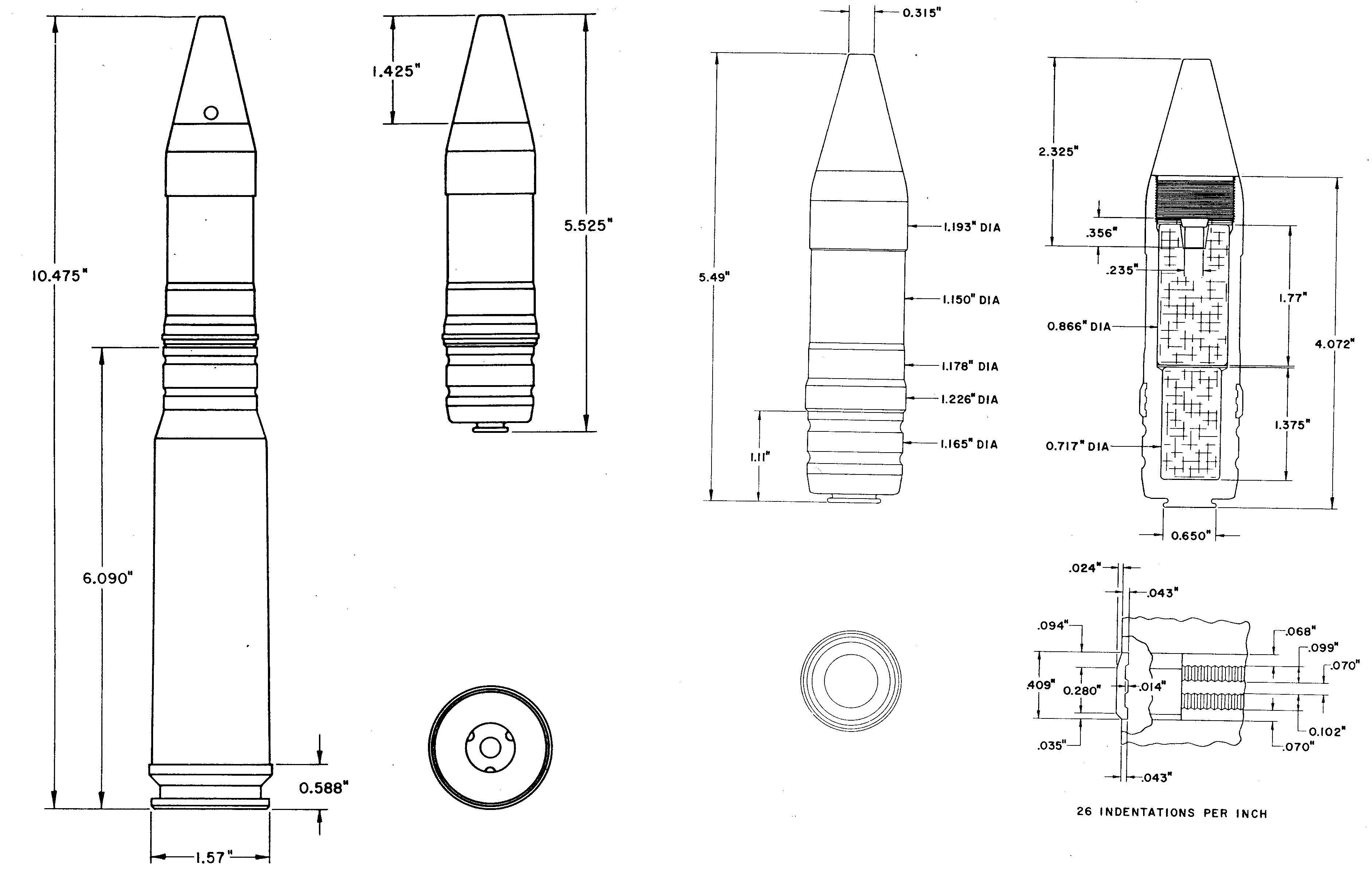
Патрон с ОФЗ снарядом 30-мм пушки 2А42. Из справочника Projectile and Warhead Identification Guide—Foreign NGIC-1143-782-98.

Практика войны подтвердила эффективность действия малокалиберного фугасного снаряда по авиационным конструкциям. После войны в СССР и союзных странах (Великобритания и Франция) была увеличена степень наполнения авиационных снарядов взрывчатым веществом (в СССР — вдвое), которые в отечественной практике получили наименование осколочно-фугасных зажигательных (ОФЗ) снарядов.
После войны германский опыт изготовления тонкостенных фугасных снарядов наследовала Швейцария (компании Hispano Suiza S.A. и Oerlikon), являющаяся поставщиком малокалиберных ОФЗ боеприпасов повышенного наполнения (Mine-HEI по классификации НАТО). ОФЗ снаряды зенитных артиллерийских систем для поражения воздушных целей типа MSB/K (Minen Spreng Brand) в калибрах 20 и 35 мм характеризуется наполнением 18-22 процентов, превосходя по этому показателю ОФЗ снаряды других производителей.
Великобритания, Франция и Швейцария, положив в основу разработок авиапушек послевоенного поколения (ADEN, DEFA, Oerlikon RK) германскую 30-мм систему Mauser MG 213, также заимствовали и 30-мм фугасный снаряд со сферическим дном для неё, с внесением незначительных изменений в размеры патрона (гильзы) для повышения начальной скорости снаряда.